# Crossosomatales
Crossosomatales is een botanische naam, voor een orde van tweezaadlobbige planten: de naam is gevormd uit de familienaam Crossosomataceae. Een orde onder deze naam wordt vrij zelden erkend door systemen van plantentaxonomie, maar wel door het APG II-systeem (2003), alwaar de omschrijving de volgende is:
- orde Crossosomatales
  - familie Crossosomataceae
  - familie Stachyuraceae
  - familie Staphyleaceae (Pimpernootfamilie)

In het Cronquist-systeem (1981) worden deze families respectievelijk ondergebracht in de ordes Rosales, Violales en Sapindales.
De APWebsite [10 dec 2006] gaat verder en plaatst hier bovendien een aantal families die in APG II niet in een orde geplaatst waren:
- orde Crossosomatales
  - familie Aphloiaceae
  - familie Crossosomataceae
  - familie Geissolomataceae
  - familie Ixerbaceae
  - familie Stachyuraceae
  - familie Staphyleaceae
  - familie Strasburgeriaceae

Later blijkt ook een familie Guamatelaceae hier te zijn ingevoegd [9 december 2007].